# S.S.D. Eurotezze
Società Sportiva Dilettante Eurotezze là một câu lạc bộ bóng đá Ý đến từ Tezze sul Brenta, Veneto.

## Lịch sử
Câu lạc bộ được thành lập vào năm 2007 sau khi sáp nhập USCD Eurocalcio Cassola và AC Tezze sul Brenta.

### Giải thể
Vào mùa hè năm 2009, nó không tham gia Serie D 2011-12 và đã bị loại khỏi hệ thống bóng đá.

## Màu sắc và huy hiệu
Màu sắc của đội là xanh và đỏ.